# Rousserolle d'Irak
Acrocephalus griseldis
Espèce
Statut de conservation UICN

 EN  : En danger
La Rousserolle d'Irak (Acrocephalus griseldis) est une espèce de passereaux de la famille des Acrocephalidae, originaire d'Asie et d'Afrique. Elle est aussi appelée Rousserolle de Basra.

## Répartition
Cette espèce est nicheuse principalement en Irak, probablement en Iran et occasionnellement au Koweït, où elle est généralement migratrice. En 2007, sa reproduction est également prouvée en Israël. Elle hiverne au Soudan, au Soudan du Sud, en Éthiopie, au sud de la Somalie, au sud-est du Kenya, à l'est de la Tanzanie, au sud du Malawi, au Mozambique et au nord de l'Afrique du Sud. Elle est migratrice régulière en Arabie saoudite et migratrice rare ou occasionnelle en Syrie, en Égypte et au Botswana.